# North American FJ-4 Fury
Le North American FJ-4 Fury est un chasseur-bombardier à ailes en flèche embarqué utilisé par l'US Navy et l'US Marine Corps.
Conçu par le constructeur américain North American Aviation, le FJ-4 était le dernier descendant d'une longue lignée de chasseurs comprenant le célèbre F-86 Sabre de l'US Air Force. Il partageait sa conception générale et son moteur avec son aîné le FJ-3, du même constructeur, mais était doté d'une aile entièrement nouvelle et était assez différent dans ses dernières configurations.

## Conception et développement

### Version de chasse conventionnelle

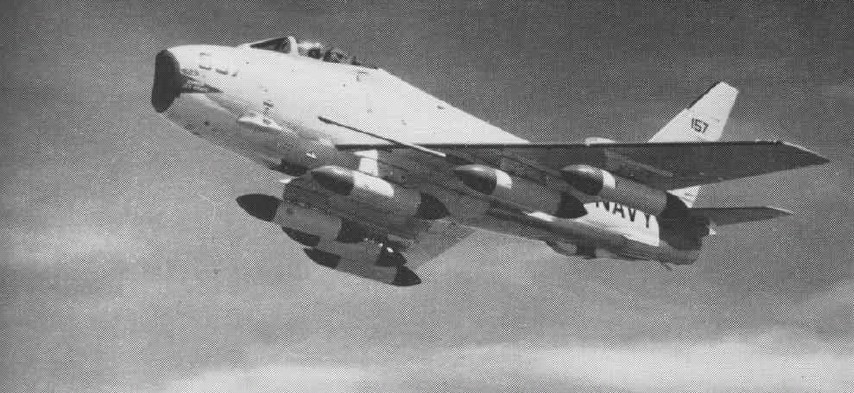
Un FJ-4B avec six pods de roquettes.

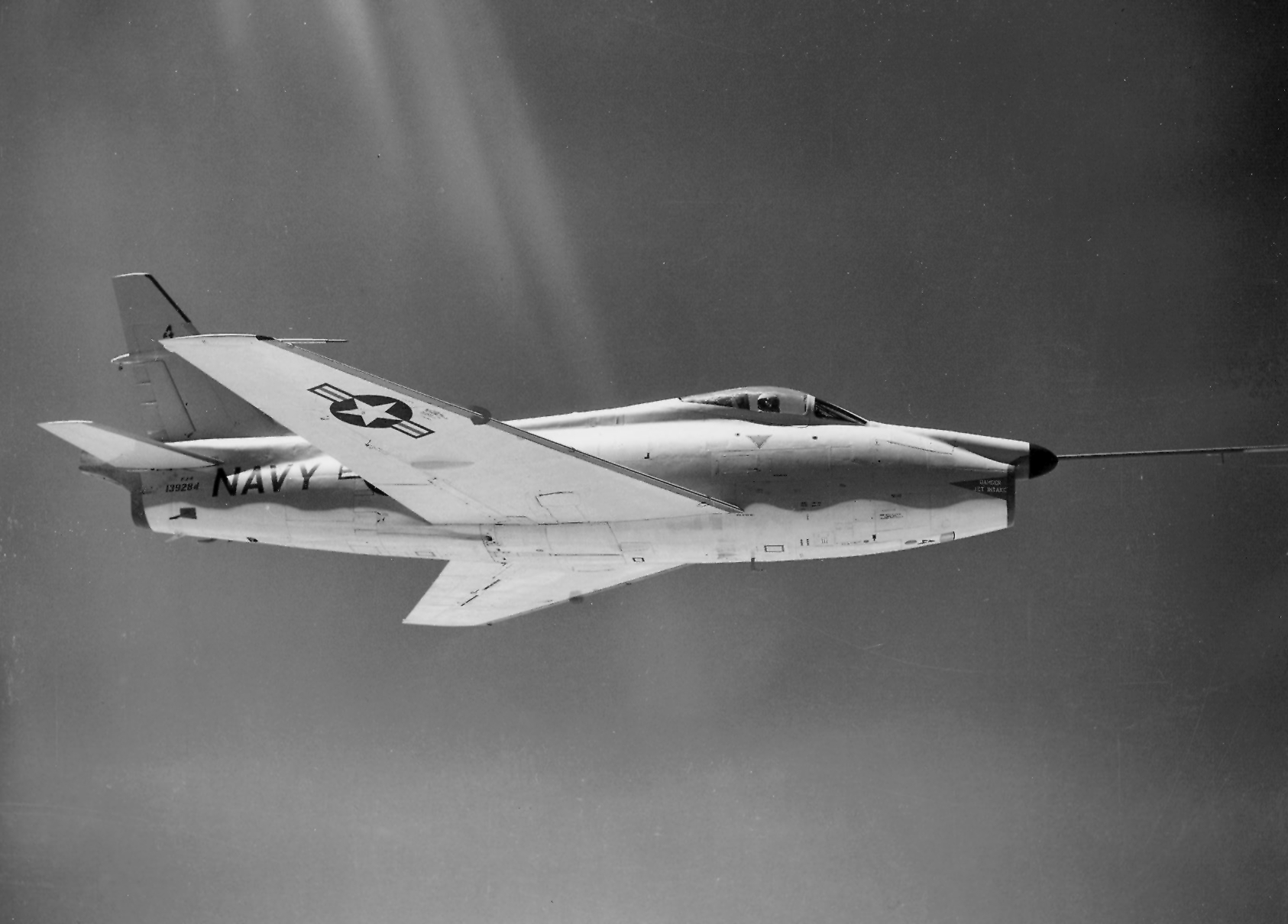
Le prototype FJ-4F, avec un moteur-fusée additionnel.

La marine américaine réclamait un chasseur ayant une vitesse de Mach 0,95 et une altitude de combat de 16 300 m. Les ingénieurs modifièrent alors profondément la cellule du FJ-3, à laquelle ils donnèrent une nouvelle aile avec des becs de bord d'attaque, une nouvelle dérive, 50 % de carburant supplémentaire, un nouveau train d'atterrissage et un turboréacteur plus puissant. Capable d'emporter quatre missiles air-air Sidewinder, l'avion disposait également d'une longue perche fixe de ravitaillement en vol sous l'aile gauche.
Comparée à celle du FJ-3, l'aile du FJ-4 était d'une conception totalement différente. Elle était beaucoup plus fine, avec un rapport corde/épaisseur (épaisseur relative) de 6 %, et comprenait des panneaux de revêtement usinés à partir de blocs d'alliage solides. Sa surface était également agrandie et elle était plus effilée vers les extrémités. Une légère cambrure derrière le bord d'attaque améliorait ses caractéristiques à basse vitesse. La conception du train d'atterrissage principal dut être considérablement modifiée pour pouvoir replier les roues et les jambes de train à l'intérieur des contours de la nouvelle aile. La voie des roues principales fut augmentée, et comme elles étaient plus proches du centre de gravité, il y avait moins de poids appliqué à la roulette de nez. Le repliage des ailes, utile sur les ponts des navires, était limité aux portions externes des ailes, et ne réduisait pas beaucoup l'encombrement de l'appareil.
Le FJ-4 devait être un intercepteur tous-temps, un rôle qui nécessitait une autonomie considérable sur le carburant interne de l'avion. Le FJ-4 disposait de 50 % de carburant en plus que le FJ-3 et fut allégé en supprimant ses blindages et en réduisant sa capacité en munitions. La nouvelle aile était « humide », c'est-à-dire équipée pour intégrer des réservoirs de voilure. Le fuselage fut également allongé pour ajouter encore en capacité de carburant, et possédait une arête dorsale distinctive de type « razorback ». Le cockpit fut modifié pour être plus confortable pour le pilote lors des vols de longue durée. Les gouvernes de queue furent également lourdement modifiées et avaient un profil plus fin. L'ensemble des modifications appliquées donnèrent un avion qui n'avait plus que peu d'éléments en commun avec les premières moutures, bien qu'un certain air de famille demeure présent. Les deux prototypes étaient équipés du même turboréacteur Wright J65-W-4 que le FJ-3, mais les appareils de série reçurent une version plus puissante, le J65-W-16A de 34 kN de poussée.
Le premier FJ-4 vola le 28 octobre 1955. Les livraisons commencèrent en février 1955 et s'achevèrent en mai 1958.

### Version chasseur-bombardier
Sur la première commande de 221 appareils, les 71 derniers furent modifiés en une version chasseur-bombardier désignée FJ-4B. Elle était équipée d'une aile renforcée qui pouvait disposer de six points d'emport d'armement au lieu des quatre de la version initiale. Des aérofreins additionnels sous l'arrière du fuselage rendaient les atterrissages plus faciles en permettant aux pilotes d'utiliser des niveaux de poussée plus importants sur leur moteur, et étaient également utiles pour les attaques en piqué. La capacité en charges externes fut doublée. La caractéristique la plus intéressante cependant du FJ-4B venait du fait qu'il était capable d'emporter une arme nucléaire sous son pylône central de fuselage. Il était équipé du système de bombardement à basse altitude LABS (pour Low Altitude Bombing System (en)) pour la délivrance d'armement nucléaire. La marine américaine était désireuse de maintenir un rôle nucléaire, en forte rivalité avec l'Air Force, et elle équipa dix escadrons avec le FJ-4B. L'appareil était également utilisé par trois escadrons du Corps des Marines. En avril 1956, la marine commanda 151 FJ-4B supplémentaires, portant les chiffres de production à 152 FJ-4 et 222 FJ-4B.

### Avions d'expérimentation
La marine américaine commanda également la conversion de six FJ-4 en FJ-4F, afin de tester des moteurs-fusées, mais seulement deux appareils furent réalisés. Ils étaient équipés du North American Rocketdyne AR-1, installé dans un carénage au-dessus de la tuyère du turboréacteur d'origine (disposition identique à celle utilisée sur le Lockheed NF-104A). Le moteur-fusée fonctionnait sur un mélange de peroxyde d'hydrogène et de carburant réacteur JP-4, et procurait une poussée additionnelle de 22 kN sur de courtes périodes.
Le FJ-4F atteignit des vitesses de Mach 1,41 et des altitudes de 21 600 m.

## Changement de désignation
Avec l'avènement du nouveau système de désignation des appareils militaires américains de 1962, le FJ-4 devint le F-1E et le FJ-4B devint l'AF-1E. Ce dernier servit dans les unités de réserve de la marine jusqu'à la fin des années 1960.
Depuis les premières versions du Fury (le FJ-1), un total de 1 115 exemplaires de la famille Fury ont été reçus par la marine et le corps des Marines des États-Unis.

## Exemplaires préservés

### En condition de vol
- FJ-4B no 143575 : Seul Fury en état de vol au monde, possédé par Richard Sugden à Wilson, dans le Wyoming[4],[5].

### En exposition statique
- FJ-4A no 139486 : Exposé au National Museum of Naval Aviation, sur la base aéronavale de Pensacola, en Floride[6] ;
- FJ-4A no 139516 : Exposé à l'Historic Aviation Memorial Museum (en), sur l'Aéroport régional de Tyler Pounds, à Tyler, au Texas[7] ;
- FJ-4B no 139531 : Exposé au Pima Air & Space Museum, adjacent à la base aérienne de Davis-Monthan à Tucson, en Arizona[8] ;
- FJ-4B no 143557 : Exposé au Georgia Veterans Memorial State Park à Cordele, en Géorgie (États-Unis)[9] ;
- FJ-4B no 143568 : Exposé au Wings of Freedom Aviation Museum (en) à Horsham, en Pennsylvanie[10] ;
- FJ-4B no 143610 : Exposé au Buffalo and Erie County Naval & Military Park, à Buffalo, dans l'État de New York[11].

### Articles
- (en) Robert F. Dorr, « Fury: The Navy's Sabre », Air International,‎ janvier 1993.
- (en) Robert F. Dorr, « North American FJ Fury », Aeroplane Monthly,‎ février 2006.